# Protrachyntis hospita
Protrachyntis hospita är en fjärilsart som beskrevs av Felder och Alois Friedrich Rogenhofer 1875. Protrachyntis hospita ingår i släktet Protrachyntis och familjen plattmalar. Inga underarter finns listade i Catalogue of Life.